# Immodesty Blaize
Pour les articles homonymes, voir Blaize.
Immodesty Blaize, née Kelly Fletcher en 1978 à Hitchin, Hertfordshire, est une danseuse burlesque britannique jouant dans le monde entier. Elle est couronnée Reigning Queen of Burlesque en juin 2007 au Burlesque Hall of Fame de Las Vegas anciennement connu comme l'Exotic World. Son nom de scène est une allusion au personnage de Modesty Blaise.

## Débuts
Elle fait ses études dans une école catholique. Son héritage ethnique est croate, russe et irlandais. Inspirée par des films tels que le Gypsy, Vénus de Broadway de 1962 et les femmes fortes et glamour telles que Grace Jones, elle travaille d'abord dans la production télévisuelle.

Immodesty Blaize débute sur la scène burlesque de Londres en 1998. À l'origine, elle fait ses spectacles le soir après son travail. Elle se souvient de ses performances dans ce domaine à cette l'époque : 
« J'ai vraiment travaillé dans le vide. Très peu de gens savaient ce que c'était, et j'ai eu des difficultés à convaincre les gens que je n'allais pas faire de strip-tease à la Stringfellows. »
Blaize joue sur la scène underground au cours de ses premières années, par exemple lors de performances artistiques de nuit à Brick Lane et est depuis reconnue comme étant l'une des instigatrices de la renaissance du burlesque américain. Elle quitte son travail de productrice afin de devenir danseuse burlesque pour le monde de la mode et de l'art. Blaize offre un profil grand public au genre du burlesque en Grande-Bretagne, recueillant une large couverture médiatique grâce à ses performances théâtrales et ses costumes extravagants ainsi qu'en important le genre à la télévision.

## Showgirl et écrivaine
En 2009, Immodesty Blaize signe chez EMI où elle réalise le documentaire Burlesque Undressed qui est projeté dans les salles de cinéma de plus de trente pays. Elle joue dans les théâtres du monde entier, en Europe, en Amérique du Nord et en Extrême-Orient. Elle joue également avec la musique d'artistes tels que Goldfrapp, Marc Almond, James Brown, Roxy Music, Barry Adamson et Nick Cave. Historiquement, elle a d'abord apporté le burlesque américain aux Britanniques en 2002 après avoir travaillé avec Goldfrapp dans le cadre de leurs concerts et de la promotion de Train. En 2005, elle tient le rôle titre dans le premier show burlesque de West End, joué pendant cinq mois, puis devient la première femme à faire revenir le burlesque au Windmill Theatre. Blaize est couronnée « Reigning Burlesque Queen » à Las Vegas 2007 au Burlesque Hall of Fame. Elle prend ensuite résidence à l'Hippodrome d'Ascot en 2007. En 2008, elle est la première showgirl invitée à un débat sur « la société de débats les plus prestigieux »[pas clair] à l'Oxford Union, auquel elle prend part aux côtés des membres du Congrès américain, Bob Barr et Lord McNally. Elle parle longuement à la radio et à la télévision en tant qu'experte pour Woman's Hour, la BBC World Service, ainsi que plusieurs chatshows et dans divers lieux tels que la National Film Theatre, le Hay Literary Festival. Les places pour sa conférence se sont mieux vendues que celles pour l'intervention  de l'archevêque Desmond Tutu au Hay Literary Festival. Elle bat la censure télévisuelle et est autorisée à effectuer une performance en prime-time sur ITV1 pour le Paul O'Grady Shlow en 2010. Immodesty Blaize est connue pour jouer avec un énorme cheval à bascule, mais son répertoire comporte de nombreuses autres performances notamment avec un téléphone géant, un bain de bulles en cristal et une houppette géante. Ce show lui a permis de gagner la couronne lors du Burlesque Hall of Fame de 2007. Blaize suit la tradition fixée par Gypsy Rose Lee (autrice de La G-String Meurtres) et est l'autrice de deux romans situés dans le monde des showgirls modernes. Ces romans Tease et Ambition ont été publiés par Ebury en 2009 et 2010.

## Ouvrages
- (en) Tease : the Secrets of a Showgirl, Londres, Ebury Press, mai 2009, 342 p. (ISBN 978-0-09-193001-1)
- (en) Ambition, Londres, Ebury Press, juin 2010 (ISBN 978-0-09-193004-2)